# Ologamasus aberrans
Ologamasus aberrans är en spindeldjursart som först beskrevs av Berlese 1888.  Ologamasus aberrans ingår i släktet Ologamasus och familjen Ologamasidae. Inga underarter finns listade i Catalogue of Life.